# 건축학

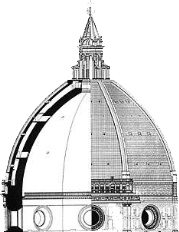
피렌체 대성당의 둥근 지붕 부분.

건축학(建築學, architecture)은 건축과 관련된 학문 분야로서, 건축 및 도시에 관한 역사나 철학을 포함하는 "건축 및 도시 이론", 디자인인 "건축 및 도시 설계", 환경(친환경, 주거환경, 건조환경)에 관련된 분야 등이 있다. 건축사를 취득할 수 있는 분야는 바로 이 분야이다. 쉽게 건축 설계를 하는 학과이다. 때문에 건축 설계, 디자인에 중점을 둔 학과이다.

## 건축 환경
건축에서 다루는 환경으로 열, 빛, 바람, 소리 등 기본적 요소가 있다.

## 건축 공학
건축공학(建築工學)은 건축과 관련된 학문 분야로서, 시공, 구조, 재료, 환경(설비, 주거환경 등-건축학에서는 이론적으로 접근하나, 공학에서는 수학적으로 계산 분석하여 설비나 자재의 종류나 사용량까지 결정)등이 있다. 건설관리를 뜻하는 CM은 공학, 전체 프로젝트관리 급인 PM은 학이나 공학 전공이 무방하다. 건축학과 건축공학은 서로 포함하는 세부 분야나 관점의 차이가 있으나 건축이라는 큰 분야안에서 서로 보완적인 관계이다.

## 같이 보기
- 건축학교 목록
- 조경